# أنطونيا هيريرو
أنطونيا هيريرو (بالإسبانية: Antonia Herrero)‏ هي ممثلة أرجنتينية، ولدت في 1897 في إسبانيا، وتوفيت في 11 أبريل 1978 في بوينس آيرس في الأرجنتين.

## وصلات خارجية
- أنطونيا هيريرو على موقع IMDb (الإنجليزية)
- أنطونيا هيريرو على موقع قاعدة بيانات الفيلم (الإنجليزية)